# قلعه فراه

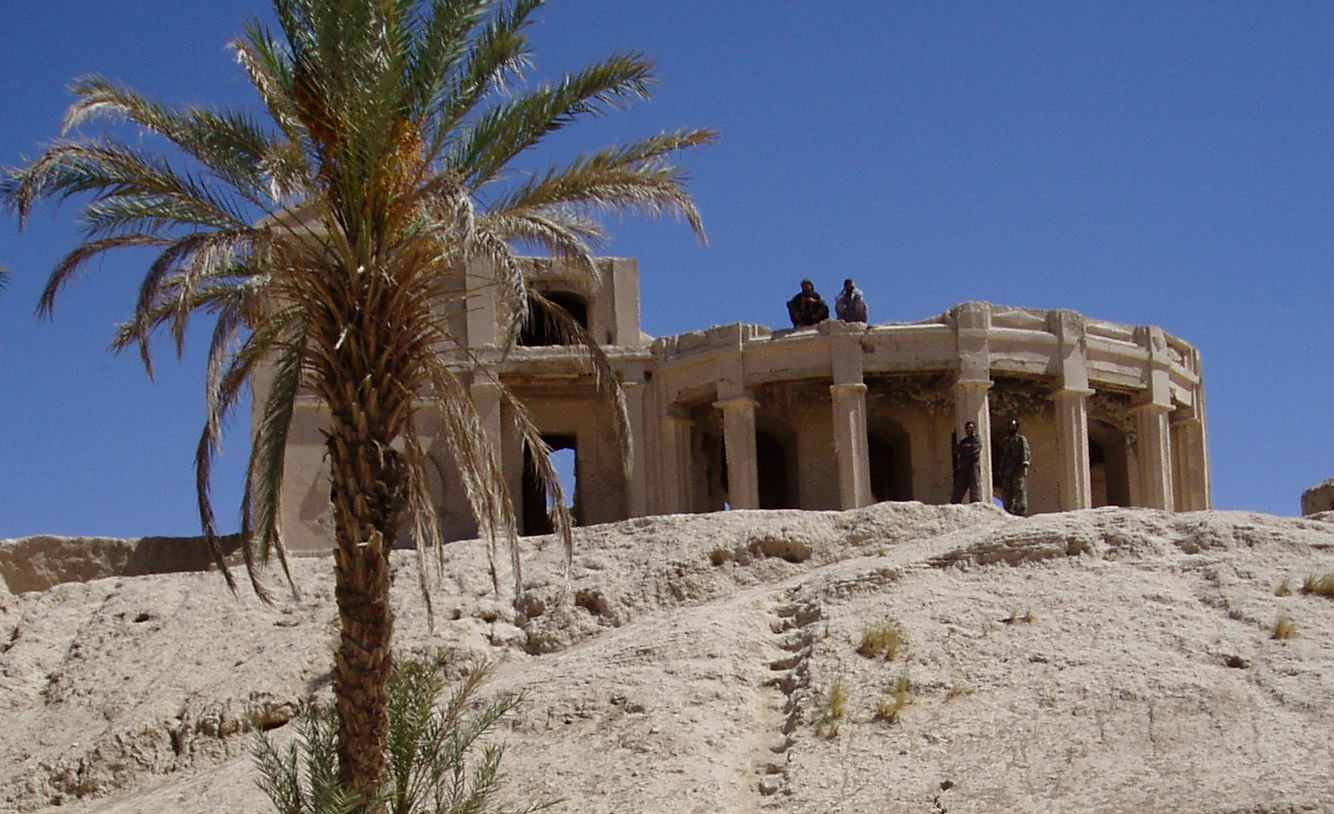
قلعه اسکندر مقدونی یا قلعه فراه در فراه افغانستان

قلعه فراه (دری: ارگ فراه) همچنین به نام قلعه اسکندر، در محلی به نام شهر فراه‌دون شناخته می‌شود. هنگامی که اسکندر مقدونی به این منطقه حمله کرد، در درانگیانا پایتخت زرنکه، فرادا، در اکتبر۳۳۰ تغییر نام داد و به پروفتازیا معروف شد. «پروفتازیا» به معنای «انتظار»، فراه امروزی، افغانستان است.
قلعه در حاشیه شهر فراه قرار دارد. از شهر کویری غربی نماد قلعه از فاصله یک کیلومتری از گوشه دیوار داخلی تا گوشه مقابل را پوشش می‌دهد. دیوارهای قلعه ۵۰ فوت ارتفاع دارند.

## تاریخچه
دیوارهای خاکی عظیم و فرسوده یک قلعه باستانی در بالای ارتفاعی کم در فاصله کوتاهی از بازار اصلی فراه باقی مانده است. برخی ادعا می‌کنند که توسط اسکندر مقدونی ساخته شده است. برخی دیگر می‌گویند که این قلعه توسط جنگجویان زرتشتی در زمان داریوش بزرگ (حکومت۴۲-۵۲۲ پیش از میلاد) ساخته شده است. برخی از بازسازی‌های ساخته شده در بالای پایه باستانی ممکن است در مورد قدمت قلعه  اضافه کند.
اسکندر مقدونی که در نوامبر ۳۳۰ قبل از میلاد در مسیر خود به قندهار به درانگیانا رسید، استانی از امپراتوری هخامنشی که به خوبی توسط مردی به نام بارسائنتس در ساتراپ درانگیانا و آراخوسیا سازمان یافته شده و اداره می‌شد. پس از مرگ اسکندر، امپراتوری او از هم پاشید و سردارانش کشورهایی را که فتح کرده بود تقسیم کردند.

## ساخت و ساز
سقف‌های گنبدی شکل و دیوارهای گلی قلعه نشان‌دهنده همان ساختاری است که امروزه در بسیاری از خانه‌های فراهی استفاده می‌شود، به‌ طوری‌ که ترکیب شکل و مصالح ساختمانی طبیعی اتاق‌ها را در تابستان خنک و در زمستان گرم نگه می‌دارد.

## بازسازی
قلعه در طول قرن‌ها از بین رفته است. در داخل دیوارها بقایای وسایل نقلیه تخریب شده و زنگ زده دیده می‌شود. امروزه مردم محلی از این فضا برای گردش و تفریح خانوادگی استفاده می‌کنند. پیشنهادی به وزارت اطلاعات و فرهنگ ارائه شده است که برای ترمیم این محوطه تاریخی بودجه درخواست شده است.